# شيشنق الأول
عنخ خبري ستب إن رع شيشنق (حكم حوالي 943–922 قبل الميلاد) كان فرعونًا مصريًا قديمًا ومؤسس الأسرة الثانية والعشرين في مصر، وتعود اصوله لقبيلة المشواش اللوبية،كان شيشنق هو القائد الأعلى للجيش المصري في عهد آخر ملوك الأسرة الحادية والعشرين، بسوسنس الثاني، الذي كانت ابنته ماعت كا رع زوجة الابن الأكبر لشيشنق، الملك المستقبلي أوسركون الأول.

## توليه العرش
وتاريخ تولية «شيشنق» الملك لا يمكن معرفته على وجه التأكيد ولًكنه لابد قد وقع بعد عام 945 ق.م. وقد كشفت لنا اللوحة التي دون عليها «حور باسن» تاريخ أحد عجول أبيس عن تاريخ أسرة «شيشنق» ورسوخ قدمها في مصر منذ زمن طويل وقد عرفنا منها ومن غيرها من النقوش ماكان لهذه الأسرة الليبية من نفوذ في أنحاء البلاد ، وبخاصة من الوجهة الحربية والوجهة الدينية .
وتدل شواهد الأحوال على أنه قد تسلم مقاليد الحكم دون أية مقاومة ،- والظاهر أن طول مقام الليبيين في مصر علّمهم كيف يستطيعون الاستيلاء على الملك دون أن يقاومهم الشعب المصري ، وذلك بالحرض الشديد على تقاليد المصريين السياسية والدينية الموروثة من أقدم عهود التاريخ. والصحيح أنه وإن كان أصله البعيد يرجع إلى ليبيا، لكن أسرته تمصًرت منذ أن استوطنت مصر من عدة أجيال سابقة وسكنوا إهناسيا المدينة، وصاروا من المواطنيين، وتقلد كثير منهم مناصب الدولة، وأظهروا فيها إخلاصآ لوطنهم مصر.

## نسبه

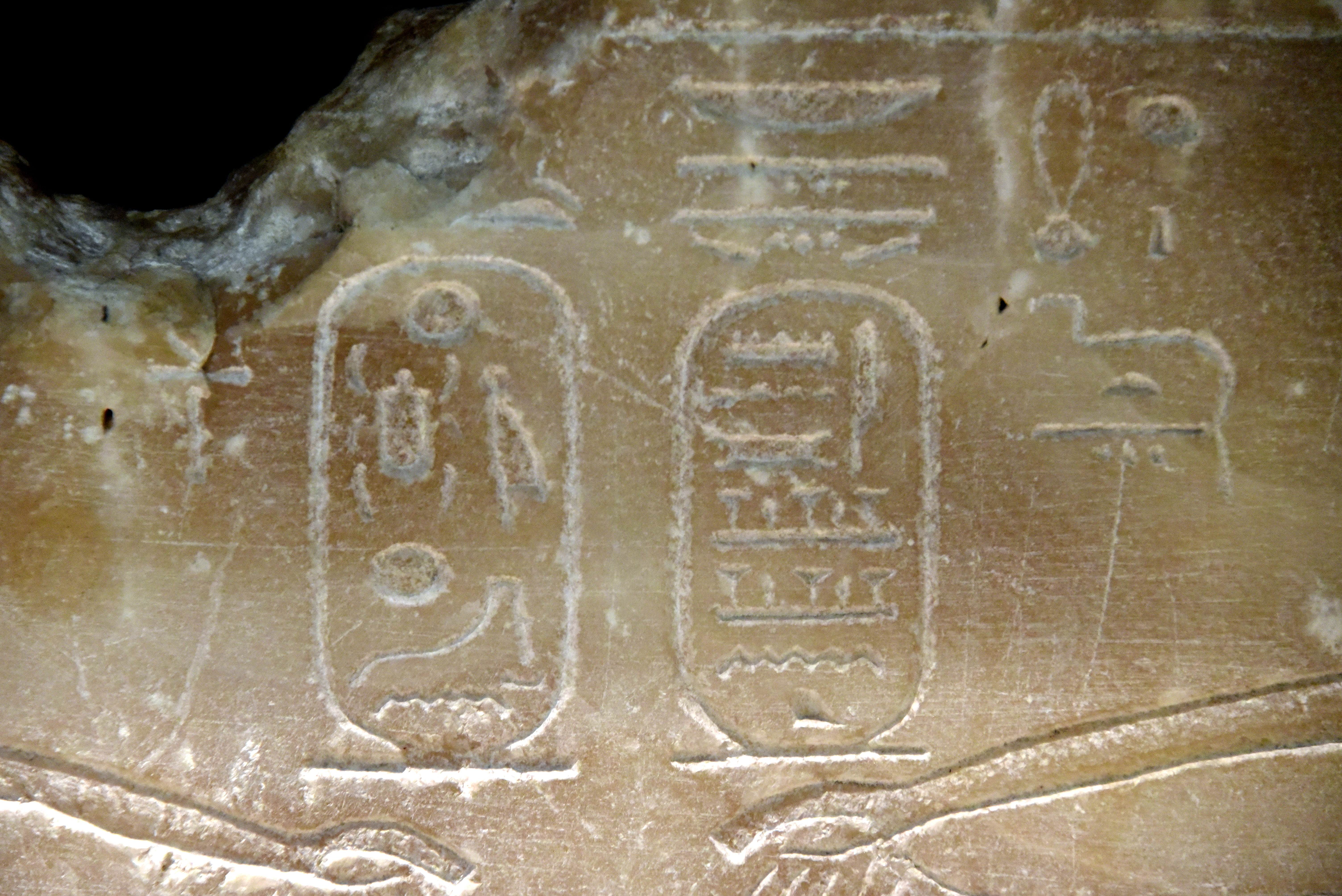
اسم شيشنق عند المولد واسمه الملكي

يرجع نسب الملك شيشنق إلى أسرة من مدينة إهناسيا، وحسب لوحة حور باسن المحفوظة الآن بمتحف اللوفر والتي أقامها حور باسن وذكر فيها أجداده، فإن نسب جده الثامن الفرعون شيشنق هو: شيشنق بن نمرود بن شيشنق بن باثوت بن نبنشي بن ماواساتا بن بويو واوا.
وكان جده الأعلى (بويو واوا) مستقرأً في خليج سرت موطن المشواش الأصلي، ولذلك عرفت أسرته لدى المهتمين بالتاريخ المصري القديم باسم الأسرة الليبية، وكذلك ينتمي بويو واوا لقبيلة المشواش الليبية، أما ابنه ماواساتا فقد انتقل إلى العيش بمدينة إهناسيا وانخرط في صفوف الكهنة حتى صار كاهن معبد مدينة إهناسيا وقد خلفه ابنه نبنشي، الذي خلفه ابنه باثوت، الذي خلفه ابنه شيشنق، والذي ورث عن أجداده وظيفة الكاهن، وصار بعد ذلك الكاهن الأعظم وقائد حامية إهناسيا وقد تزوج من (محنتو سخت) ابنة زعيم قبيلة مي، وأنجب منها نمرود، الذي تزوج من الأميرة تنتس بح، والتي أنجب منها شيشنق، فأصبح فرعون مصر ومؤسس الأسرة الثانية والعشرين، بعد أن اندمج في المجتمع المصري وعاشت أسرته فيها لمدة خمسة أجيال، وبعد أن استقر جده الرابع ماواساتا بمدينة إهناسيا.
علماً بأن نمرود بن شيشنق توفي في حياة والده، الذي قام بدفنه في مكان مقدس حسب اعتقاده، وهو مدينة أبيدوس ( التي تقع بمحافظة سوهاج الآن)، وقد نهب قبره، فقام والده شيشنق الكبير بتقديم شكوى للفرعون، الذي اهتم بالشكوى لمكانته المرموقة في مدينة إهناسيا. وبالنسبة لحفيده شيشنق، والذي ورث منصب جده الكاهن الأعظم ورئيس حامية إهناسيا ورئيس قوم مي (المشواش)، بالإضافة إلى ألقاب أخرى منها «الرئيس الأعظم المشرف على الصعيد».
استطاع شيشنق أن يتولى حكم مصر ويحمل لقب الفرعون وأسس بذلك لحكم أسرته الأسرة الثانية والعشرين في عام 950 ق.م التي حكمت قرابة قرنين من الزمان. وقد عرفه الإغريق فسموه سوساكوس.
خلال حكم الأسرة الحادية والعشرون الذي دام مائة وثلاثين عامًا تقريبًا عصفت خلالها الأحداث بمصر من الداخل والخارج وعم الفساد بالدولة وأنهكت الضرائب كاهل الشعب مما أدى إلى تفكك البلاد ولم يجد الفرعون بداً من محاولة حل المشاكل سلميا واضطر من خلالها إلى مهادنة مع بني إسرائيل أيضا التي كانت قوتها تتعاظم في فلسطين تحت حكم داود في هذه الفترة كان ظهور شيشنق وتزوج من ابنة الفرعون بسوسنس الثاني آخر ملوك هذه الأسرة وأعلن قيام الأسرة الثانية والعشرين، وكان ذلك حوالي عام 940 قبل الميلاد.
فالمرجح انه نجح في تولي الحكم في مصر وديا وسلميا ليس كمحتل ،في عهده كتب في إحدى الصخور في وادي الملوك بمصر أقوى المعارك التي قادها منتصرا.
بالنسبة لعمر الاسرة التي اسسها شيشنق فقد خص مانِتون الأسرة الثانية والعشرين بمئة وعشرين عاما فقط، ولكن التسلسل الزمني المقبول حاليا يجعل المدة تزيد على قرنين كاملين، من 950 ق.م إلى 730 ق.م.
وقد تعرف العالم على الفرعون شيشنق بعد اكتشاف مقبرته من قبل الفرنسي البروفيسور مونيته في سنة 1940م والتي وجدت بكامل كنوزها ولم تتعرض للنهب ، وكان هذا الاكتشاف سيشكل حدثا هاما مثل حدث اكتشاف مقبرة توت عنخ آمون لولا أن توقيت هذا الاكتشاف كان على أعتاب الحرب العالمية الثانية فلم ينل التغطية والاهتمام كما حدث عند اكتشاف مقبرة توت عنخ آمون.

## أعماله

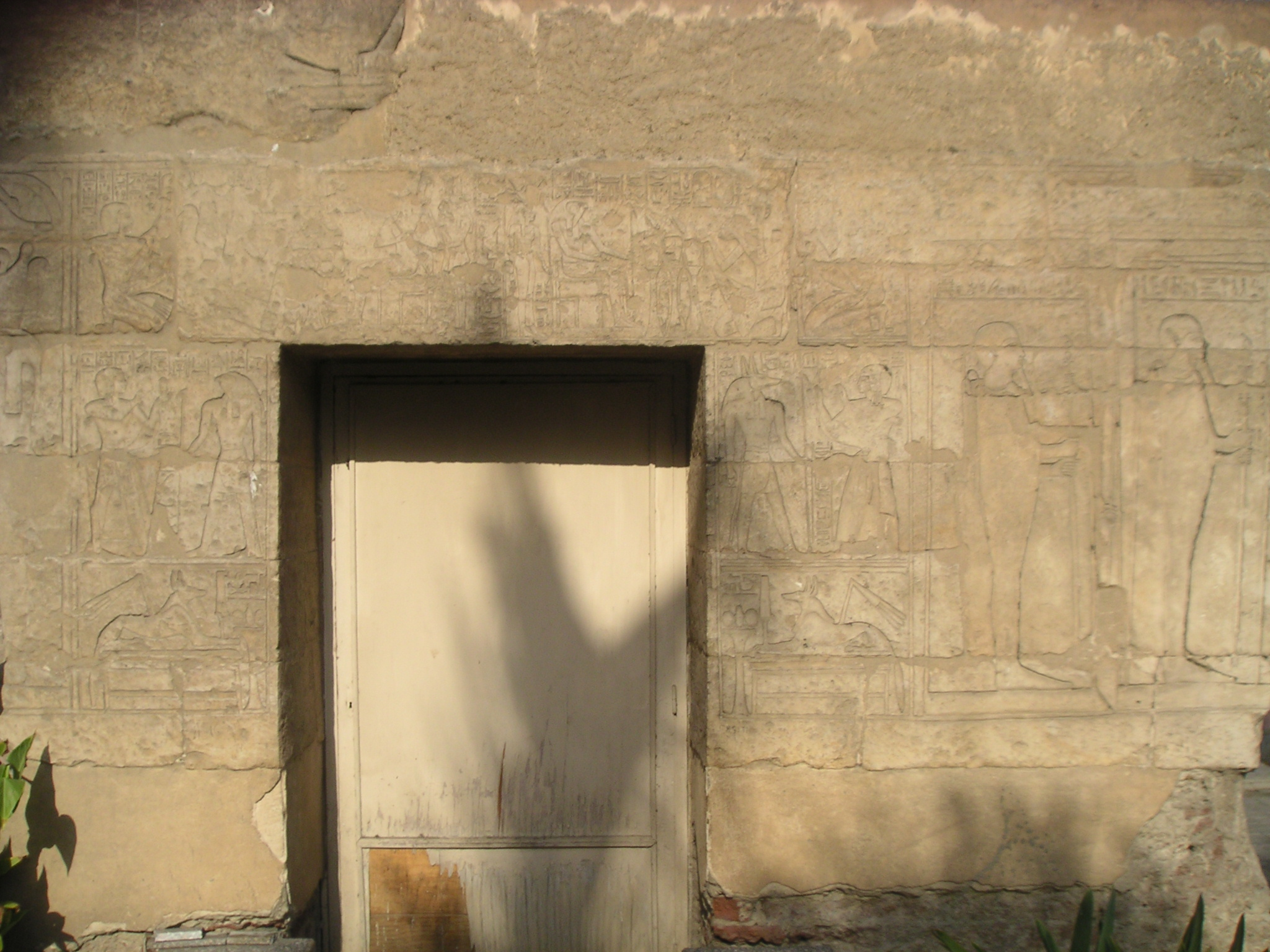
بوابة شيشنق

أول عمل قام به هو تعيين ابنه أوبوت كاهنا أعظم في طيبة ليضمن السيطرة على هذا المركز الهام، وبعد ذلك بدأ بتنفيذ برنامج عمراني واسع ما تزال آثاره الخالدة حتى هذا اليوم، منها بوابة ضخمة تعرف الآن باسم بوابة شيشنق وكانت تدعى في عصره ببوابة النصر وهي جزء من امتداد الجدار الجنوبي لبهو الأعمدة الشهير وقد سجل على هذه البوابة كعادة الملوك المصريين أخبار انتصاراته في فلسطين وتاريخ كهنة آمون من أبناء أسرته.
وعلى جدار معبد الكرنك سجل شيشنق انتصاراته الساحقة على إسرائيل في فلسطين، وقد حفرت هذه الرسوم على الحائط الجنوبي من الخارج. وبهذه الفتوحات والغزوات يكون شيشنق قد وحد منطقة مصر والسودان وليبيا والشام في مملكة واحدة لأول مرة، ونقوشه تصور ما قدمته هذه الممالك من جزية بالتفصيل وبتحديد حسابي دقيق مما يؤكد أنها لم تكن مجرد دعايات سياسية طارئة كما يتضح أن شيشنق لم يضم الشام كلها فحسب وضم السودان.

## غزو فلسطين
ورد ذكره في التوراة (ملوك أول 14/25ـ 28). كان حاكماً قوياً رفع من شأن مصر كان يريد بسط نفوذ مصر على غرب آسيا، فسيطر على لبنان وفلسطين. كان يربعام من سبط أفرايم يرى أنه أحق بالمملكة من النبي سليمان فثار على سليمان بعد أن منحه شيشنق الحماية، وذلك على الرغم من العلاقة الطيبة التي كانت تربط شيشنق بسليمان، وبعد موت سليمان استطاع يربعام أن يتولى قيادة عشرة قبائل عبرانية ويستقل بها وسماها المملكة الشمالية. وفي عام 926 ق.م وبعد موت سليمان بخمسة سنوات قام شيشنق ملك المملكة الجنوبية، بمهاجمة رحبعام بن سليمان ونهب كنوز الهيكل، وقد دمر القدس وسبا أهلها وأخذ كنوز بيت الرب يهوذا وبيت الملك وآلاف الأتراس الذهبية المصنوعة في عهد الملك سليمان كما قام بحملات خاطفة دمر فيها عشرات المدن اليهودية والمستعمرات التي في سهل يزرل وشرقي وادي الأردن كما يبدو أنه هاجم المملكة الشمالية أيضاً، وتدل النقوش التي على معبد الكرنك أن شيشنق هاجم كل فلسطين فأخضع فيها مائة وستة وخمسين مدينة، وقد دونت أخبار هذه الحملة على جدران معبد الكرنك.
لكن ما زلنا لا نستطيع الجزم بجميع التفاصيل المستمدة من التوراة نظرا للتغييرات الكثيرة التي طرات عليها.بينما تذكر التوراة هذه الأحداث بقدر كبير من التفصيل، فإننا لا نجد توكيدا لها على الجانب المصري، كما أن المشكلات في التسلسل الزمني التاريخي، بالرغم من أنها محدودة بمناطق زمنية ضيقة، تجعل من العسير تحديد معاصرة ملك معين لحدث معين. بالإضافة إلى أنه لا يمكن إيجاد اسم تَهْپِنيس' في الكتابات الهيروغليفية. بعد برهة طرأ حدث آخر متزامن؛ إذ تروي التوراة (الملوك الأول، 14:25) «و في السنة الخامسة للملك رحبعام صعد شيشق ملك مصر إلى أورشليم 26 وأخذ خزائن بيت الرب وخزائن بيت الملك وأخذ كل شيء وأخذ جميع أتراس الذهب التي عملها سليمان 27 فعمل الملك رحبعام عوضا عنها أتراس نحاس وسلمها ليد رؤساء السعاة الحافظين باب بيت الملك 28»، ويبدو أن خراب المدينة المقدسة لم يكن أهم من فقد دروع سليمان الذهبية، التي كان عليهم استبدالها بأخرى نحاسية. ولكن من ضمن الأسماء الباقية المصاحبة للجدارية على بوابة پِرْپَاسْتِت لا يوجد ذكر لا لأورشليم ولا لتل الجزري. هذه الأسماء عادة ما تُقدم بالشكل الذي اعتدناه من لوحات فتوحات تحوت⁬مس الثالث؛ لصيقة في أجساد الأسرى الأجانب الذين يسوقهم الملك أمام أبيه أمون⁬رَع، ولكن هذا التعداد مخيب للآمال، فمن ضمن أسماء أكثر من 150 مكانًا، لا يمكن التعرف سوى على قلة قليلة تقع كلها في التلال على تخوم السامرة من دون أن تصل إلى قلب مملكة إسرائيل، كما لا يوجد أي تلميح إلى أنهم مسوا يهوذا على الإطلاق، ولكن يوجد ذكر لغارة على منطقة إدومية. وحتى الاعتقاد السائد بأن نصا معينا كان يمكن أن يقرأ حقول إبراهيم أصبح اليوم مرفوضا. ولكن اكتشاف شقفة في مَجِدُّو تحمل اسم شُشِنْقْ لا يدع مجالا للشك بأن حملته على المنطقة حدثت فعلا، ولكنها تترك مجالا للتكهن بما إذا كان الهدف منها هو استعادة أمجاد مصرية قديمة، أم لمساندة يربعام، أم أنها كانت مجرد غارة نهب.

## وصلات خارجية
- الفرعون الفضي على يوتيوب
- موسوعة مصر القديمة الجزء التاسع. تأليف: سليم حسن. القاهرة: مطبعة جامعة فؤاد الأول. 1952م.
- صفحات من تاريخنا- محافظة شمال سيناء
- د. محمد علي عيسى الليبيون القدماء من خلال المصادر الأثرية والتاريخية القديمة
- القدس بعد عهد العبرانيين والعصر الروماني
- The Palestine campaign of Sheshonq
- محمد مصطفى بازامة تأثير الليبيين في الحضارتين المصرية واليونانية وتأثرهم بهما. ضمن كتاب (ليبيا في التاريخ) بنغازي: الجامعة الليبية، 1968.
- محمد مصطفى بازامة تاريخ ليبيا في عصور ما قبل التاريخ، بنغازي: الجامعة الليبية،